# تاكويا ميهاشي
تاكويا ميهاشي (باليابانية: 三橋 拓也) (6 مارس 1992 في هيوغو في اليابان – )؛ هو لاعب كرة قدم ياباني سابق كان يلعب كلاعب وسط.

## وصلات خارجية
- تاكويا ميهاشي على موقع رابطة كرة القدم اليابانية للمحترفين (اليابانية)
- تاكويا ميهاشي على موقع قاعدة بيانات كرة القدم.إي يو (الإنجليزية)